# 斉藤真理菜
斉藤 真理菜（さいとう まりな、1995年（平成7年）10月15日 - ）は、日本の陸上競技選手。専門競技はやり投。スズキアスリートクラブ所属。

## 経歴
茨城県龍ケ崎市出身。龍ケ崎市立城南中学校を経て、茨城県立土浦湖北高等学校に入学した。その後、国士舘大学に所属した。
2017年の世界陸上競技選手権大会に日本代表として出場した。同年の2017年夏季ユニバーシアードで銀メダルを獲得した。同大会台北で個人記録である62.37メートルを記録した。
2023年、アジア陸上競技選手権大会で61.67メートルをマークし優勝した。同年の第107回日本陸上競技選手権大会で61.14メートルを記録し、5年ぶりの優勝を果たした。
2024年パリオリンピックの陸上競技女子やり投げの予選では、1回目の投てきで59.42メートルをマークした後、記録が伸びず予選敗退となった。

## 国際大会
| 年     | 大会             | 会場       | 結果     | 補足    |
| ------ | ---------------- | ---------- | -------- | ------- |
| 2017年 | 世界選手権       | ロンドン   | 16位     | 60.86 m |
| 2017年 | ユニバーシアード | 台北       | 銀メダル | 62.37 m |
| 2018年 | アジア大会       | ジャカルタ | 4位      | 56.46 m |
| 2019年 | アジア選手権     | ドーハ     | 9位      | 52.40 m |
| 2023年 | アジア競技大会   | バンコク   | 金メダル | 61.67 m |